# Kočky ve starověkém Egyptě
Kočky ve starověkém Egyptě byly vnímány jako vtělení bohyně Bastet, jež byla ochránkyní, a proto je staroegyptští obyvatelé ve svých domácnostech ctili a chovali jako ochránkyně v domech a rovněž i v chrámech v sídle faraonů.

## Souvislosti s jinými bohy
V kultu mateřství a plodnosti byly kromě bohyně Bastet uctívány také lví bohyně Sachmet a hroší bohyně Tveret. Postupně však nastupuje kult kočičí bohyně Bastet. Bastet byla vnímána jako ochránkyně boha Ra, zabila hada, který jej ohrožoval.

## Uctívání
Kočičí mumie, kanopy, reliéfy nebo sošky se stávaly předmětem úcty. Kočky byly rovněž považovány za takzvané „avatary“ zajišťující bohatství a plodnost.  Kočky byly zobrazovány rovněž s různými hudebními nástroji – v souvislosti s oslavami plodnosti.

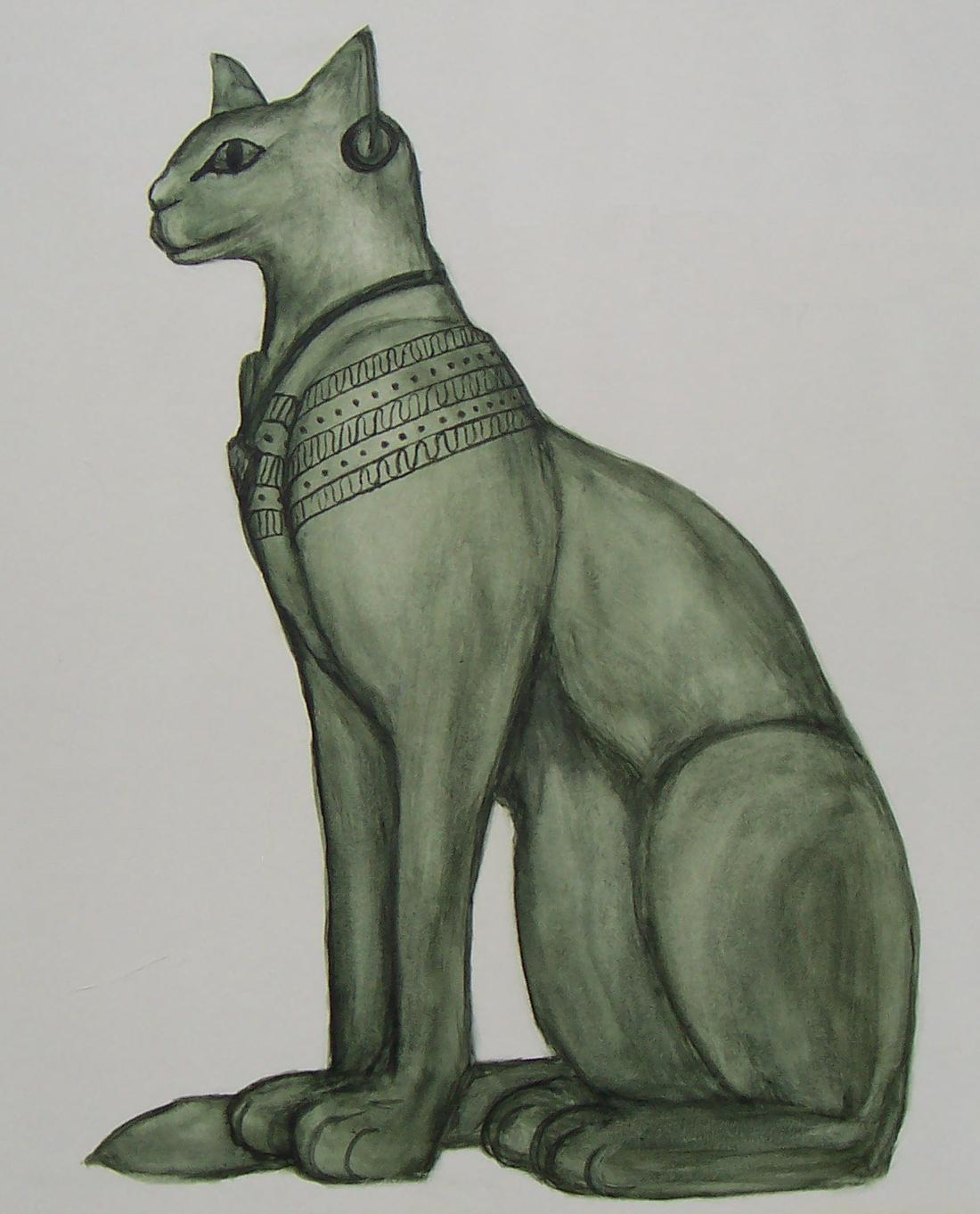
Soška bohyně Bastet
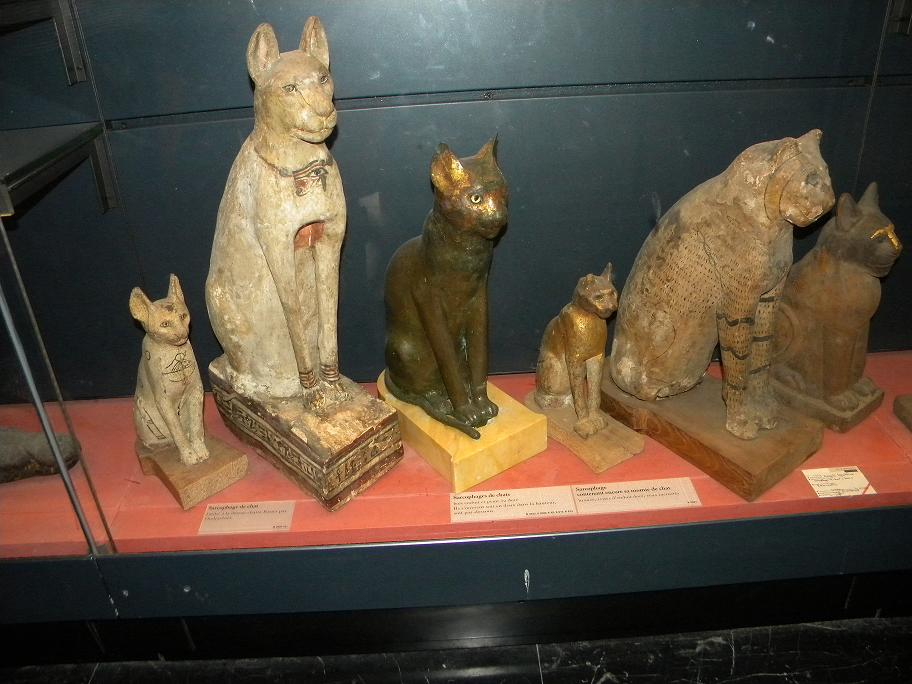
Podoby bohyně Bastet (na snímku v muzeu v Louvru)
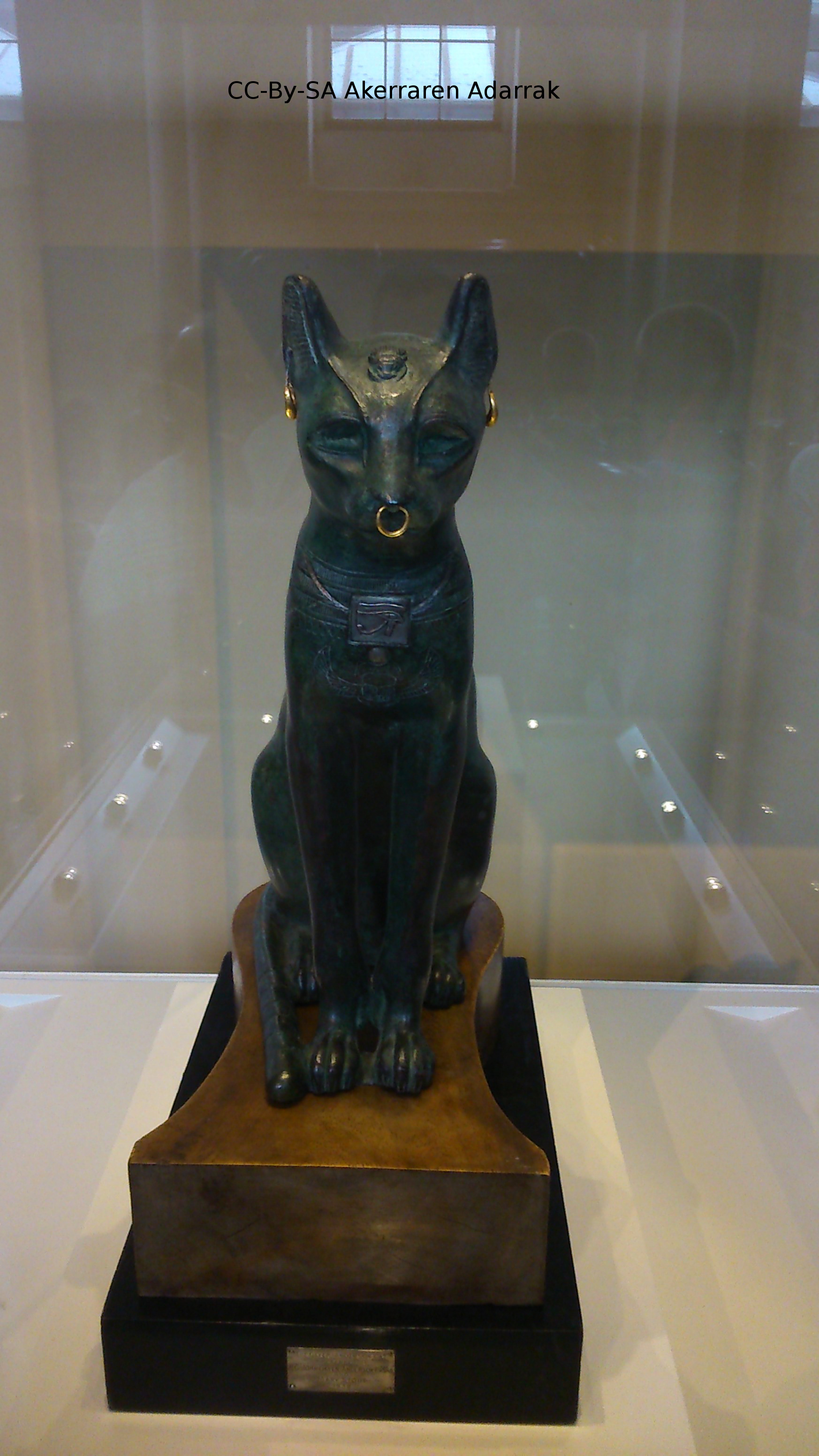
Soška bohyně Bastet z bronzu